# ألاميدا ديل فالي
ألاميدا ديل فالي (بالإنجليزية: Alameda del Valle)‏ هي بلدية ومدينة في منطقة الحكم الذاتي وتقع في منطقة مدريد في وسط إسبانيا. تبلغ مساحة هذه المدينة 92 (كم²).

## وصلات خارجية
- الموقع الرسمي (بالإسبانية)